# David Öhgren
Nils David Öhgren, född 17 mars 1915 i Järvik, Nätra socken, Västernorrlands län, död 19 november 1993 i Bjästa i samma socken, var en svensk målare, skulptör och träarbetare. 
Han var son till snickaren Viktor Jonas Öhgren och Emmy Maria Söderkvist och från 1943 gift med Elsa Maria Öfverdahl-Nyberg. Öhgren började som amatörkonstnär när han var i 15-årsåldern och ägnade all sin fritid till sitt konstutövande. Bortsett från några kurser från Nordiska korrespondensinstitutet var han autodidakt som konstnär. Han medverkade i samlingsutställningar i Örnsköldsvik och Ullånger. Hans konst består till en viss del av bibliska motiv samt av naturalistiska landskapsskildringar utförda i olja samt figurer skulpterade i trä. Han är representerad vid missionsföreningar i Bergom Tjärn och Spjute i Ångermanland.  